# زیردریایی یو-۲۸۳
زیردریایی یو-۲۸۳ (به انگلیسی: German submarine U-283) یک زیردریایی بود که طول آن ۶۷٫۱ متر (۲۲۰ فوت ۲ اینچ) بود. این زیردریایی در سال ۱۹۴۳ ساخته شد.